# Francisco Fonseca
José Francisco Fonseca Guzmán (León, 2 oktober 1979) is een Mexicaans voetballer. Hij speelt sinds 2011 bij CF Atlante.
In Mexico speelde Fonseca eerder voor La Piedad, UNAM Pumas (2003-2005) en Cruz Azul (2005-2006). Met UNAM Pumas werd hij tweemaal kampioen van Mexico. In 2006 vertrok hij naar de Portugese topclub SL Benfica. Al na een halfjaar keerde Fonseca terug naar Mexico om voor Club Tigres te gaan spelen. In 2004 debuteerde hij tegen Ecuador voor het Mexicaans nationaal elftal. Met zijn land speelde Fonseco op de Confederations Cup 2005 en het WK 2006.